# Suat Serdar
Suat Serdar (Bingen am Rhein, 11 de abril de 1997) é um futebolista profissional alemão que atua como meio-campo. Atualmente joga no Hellas Verona.

## Carreira
Suat Serdar começou a carreira no Mainz 05.